# Rimrock Jones
Rimrock Jones è un film muto del 1918 diretto da Donald Crisp. La sceneggiatura di Frank X. Finnegan e Harvey F. Thew si basa sull'omonimo romanzo di Dane Coolidge pubblicato a New York nel 1917. Considerato un film perduto, aveva come interpreti Wallace Reid, Anna Little, Gustav von Seyffertitz, Edna Mae Cooper, Guy Oliver.

## Trama
A Gunsight, piccola città mineraria del West, l'avvocato Andrew McBain, uomo senza scrupoli, applica una legge piuttosto ambigua per ingannare Rimrock Jones sulla sua miniera di rame appena scoperta. Il giovane Jones, però, non si lascia fermare dagli ostacoli, riuscendo addirittura a individuare una miniera ancora più ricca. Non avendo il denaro per sfruttarla, si fa prestare duemila dollari da Mary Fortune, una stenografa. La ragazza, quando la miniera comincia a dare ottimi profitti, decide di non farsi restituire il denaro investito optando per mantenere il proprio voto nelle decisioni del consiglio. Afflitta da problemi di sordità, Mary si reca a New York per consultare uno specialista. Rimrock, innamorato, la segue. Un finanziere di Wall Street, tale Stoddard, mirando anche lui alla miniera di Rimrock, incarica Hazel Hardesty, una fascinosa vamp, di trattenere il giovane a New York. Ma Mary, ritornata a Gunsight, riesce a impedire a Stoddard di prendere il controllo della miniera. Poi, però, si trova in balia della banda di Stoddard, dalla quale sarà salvata da Rimrock, ritornato anche lui a Gunsight, dopo avere lasciato a New York la sua sirena ammaliatrice.

## Produzione
Il film fu prodotto dalla Jesse L. Lasky Feature Play Company.

## Distribuzione
Il copyright del film, richiesto dalla Jesse L. Lasky Feature Play Co., fu registrato il 5 gennaio 1918 con il numero LP11907.
Distribuito dalla Famous Players-Lasky Corporation e Paramount Pictures e presentato da Jesse L. Lasky, il film uscì nelle sale cinematografiche statunitensi il 21 gennaio 1918.
Non si conoscono copie ancora esistenti della pellicola che viene considerata presumibilmente perduta.